# Beyoncé The Ultimate Performer
Beyoncé The Ultimate Performer – DVD amerykańskiej piosenkarki R&B Beyoncé Knowles, wydane 24 listopada 2006 roku w Stanach Zjednoczonych. Składa się z wywiadów, materiałów zarejestrowanych we Francji, Japonii, Wielkiej Brytanii oraz Nowym Jorku, a także klipy z urodzinowego koncertu Beyoncé w Tokio.

## Lista utworów
- „Déjà Vu” & „Crazy in Love” (na żywo podczas akcji charytatywnej fundacji Robin Hood)
- Good Morning America (wywiad i występ w programie)
- „Ring the Alarm” (tworzenie)
- „Ring The Alarm” (teledysk)
- „Irreplaceable” & „Ring the Alarm” (na żywo w Japonii)
- Destiny’s Child (połączenie kilku utworów zespołu, na żywo w Japonii)
- „Baby Boy” & „Naughty Girl” (na żywo na Wall Street)
- „Dangerously in Love 2” (na żywo w Wembley Arenie w Londynie)